# Vasilij Alekseevič Urusov
Principe Vasilij Alekseevič Urusov, in russo Василий Алексеевич Урусов? (... – Samara, 22 luglio 1741), è stato un ammiraglio russo.

## Biografia
Era il figlio di Aleksej Nikitič Urusov, e di sua moglie, Vasilisa Petrovna Dolgorukova, figlia di Pëtr Alekseevič Dolgorukov. Era il pronipote di Fëdor Semënovič Urusov. Era il fratello minore di Grigorij Alekseevič Urusov, comandante della Fortezza di Pietro e Paolo.

## Carriera
Nel 1708 fu inviato con altri giovani nobili per uno stage nelle Province Unite, dove le navi da guerra andavano in Portogallo e ad Arcangelo. Per la scarsità delle navi ad Amsterdam, nel 1713 si trasferì a Copenaghen, dove entrò come tenente della Regia marina danese.
Dopo il ritorno in Russia, nel gennaio 1716, è stato inviato con il tenente Aleksandr Ivanovič Kožin, sulle rive orientali del Mar Caspio per mappare questo territorio russo poco conosciuto. Nel 1719 rimase a Kazan' per la costruzione delle navi della futura flotta imperiale. Nel 1722 partecipò alla campagna persiana.
Nel 1730 partecipò alla sede dell'ammiragliato di Mosca, prima come consigliere e poi come contrammiraglio. Dopo l'ascesa al trono di Anna Ivanovna, vennero creati istituti nautici e scuole.
Nel 1739 venne sostituito da Vasilij Nikitič Tatiščev come comandante in capo della Commissione Orenburg (con il grado di tenente generale).

## Matrimoni

### Primo matrimonio
Nel 1708 sposò Praskov'ja Michajlovna Sobakina (?-1714). Non ebbero figli.

### Secondo matrimonio
Nel 1716 sposò Praskov'ja Petrovna Dolgorukova, nipote di Michail Jur'evič Dolgorukov. Ebbero undici figli:
- Michail Vasil'evič (?-1795), padre di Aleksandr e Vladimir;
- Sergej Vasil'evič (1719-1787), padre di Varvara Sergeevna e Nikita;
- Andrej Vasil'evič (1721-1755);
- Aleksej Vasil'evič (1722-1796);
- Praskov'ja Vasil'evna (?-1793);
- Fëdor Vasil'evič (1727-1793);
- Aleksandr Vasil'evič (1729-1813);
- Anna Vasil'evna (1731-1819);
- Pëtr Vasil'evič (1733-1813);
- Irina Vasil'evna (1734-1756);
- Anastasija Vasil'evna.

## Morte
Morì a Samara il 22 luglio 1741 e fu sepolto nel refettorio della Cattedrale di Kazan'.